# Nocturne (Musik)

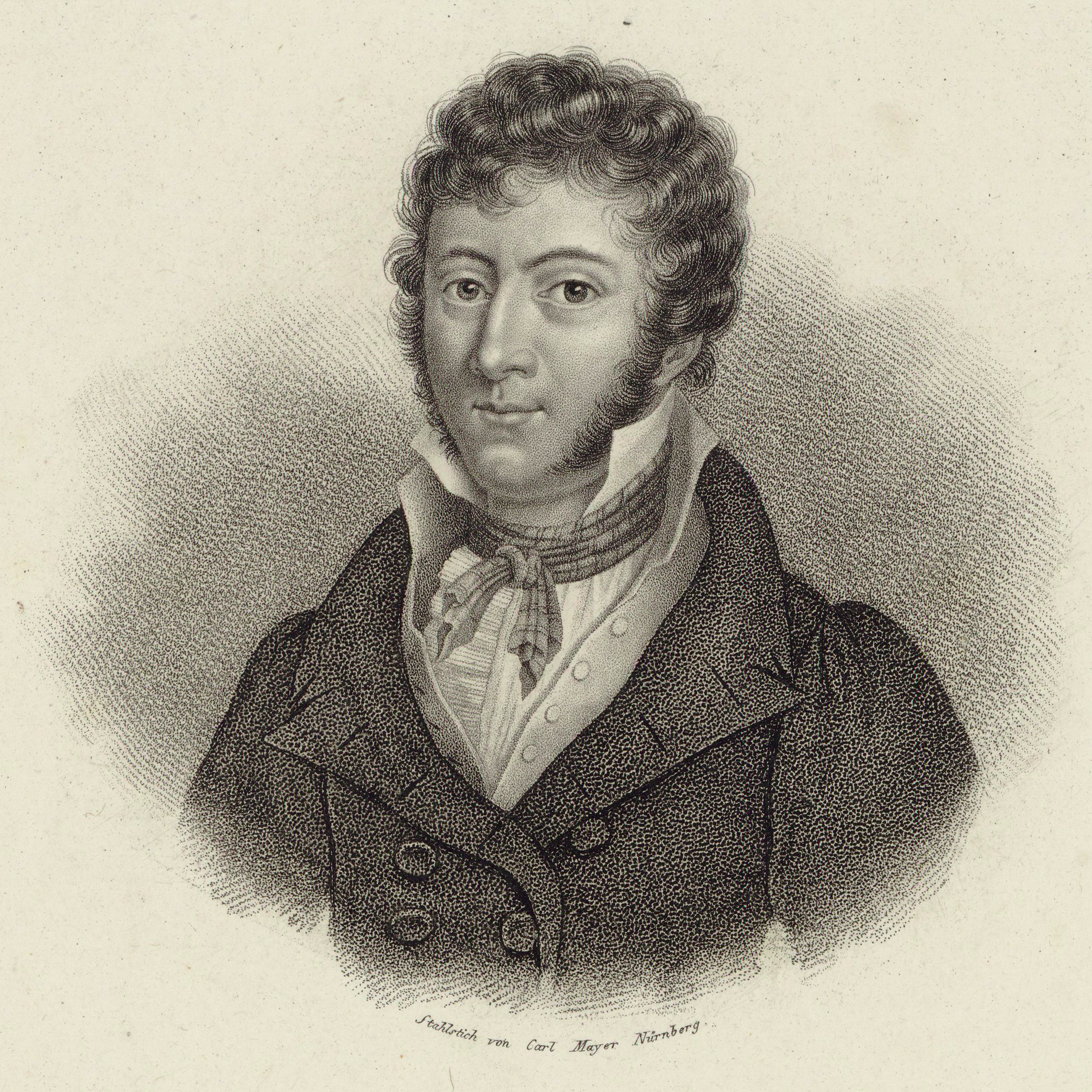
John Field um 1835

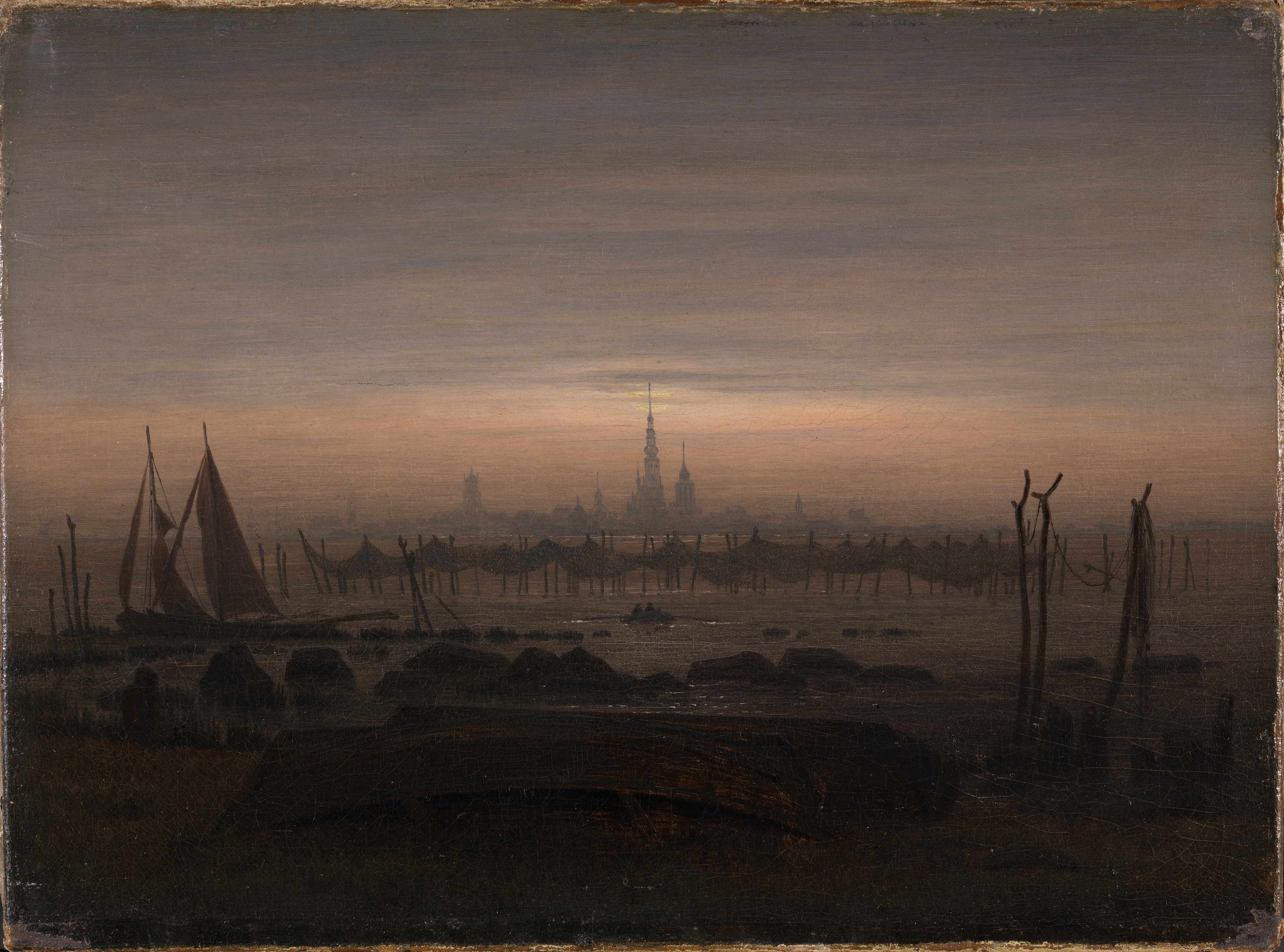
Auch in der Bildenden Kunst der Romantik wurde das „Nächtliche“ neu entdeckt. Caspar David Friedrich schuf manche nächtliche Ansichten, hier 1817 die Ansicht von Greifswald im Mondlicht.

Das (auch: „die“) Nocturne bzw. Notturno (dt. wortwörtl.: „Nacht werdend“, meist: „nächtlich“) ist eine Musikform, die in ihrer Besetzung und Satzstruktur nicht festgelegt ist. Der früheste Nachweis dieses Gattungsbegriffes findet sich in 1754 in einer Abschrift eines Divertimentos von Joseph Haydn. Nocturnes etablierten sich als Unterhaltungsmusik an Fürstenhäusern und waren vorrangig instrumental besetzt, konnten aber auch vokale Elemente enthalten.
Mit dem Übergang von der Klassik zur Romantik ergab sich auch ein Gattungswandel. Durch die veränderte Konnotation der Nacht sowie die Verlagerung des musikalischen Lebens in den privaten Raum bezeichnete Nocturne bald ein Charakterstück, meist für Klavier. Der Begriff Nocturne bezog sich in der Romantik auf den musikalischen Charakter, während er in der Klassik den Aufführungsrahmen bezeichnete.
Insbesondere der irische Komponist John Field definierte durch seine Nocturnes für Klavier den neuen Gattungsbegriff. Auch Frédéric Chopin erlangte mit seinen 21 Nocturnes große Berühmtheit. Einen einheitlichen Charakter von Nocturnes gab es jedoch nicht. 
Nocturnes für Klavier wurden weiterhin unter anderem von Maria Szymanowska, Alexander Skrjabin (unter starkem Einfluss Chopins), Erik Satie, Gabriel Fauré und Sergei Rachmaninow komponiert.
Später verwendete Claude Debussy die Bezeichnung für seine Trois Nocturnes für Orchester (1900). Ein Beispiel in der populären Musik stellt Billy Joels Song Nocturne auf seinem Album Cold Spring Harbour dar.
Volker David Kirchner schrieb ein Konzertstück für Viola und Orchester mit dem deutschen Ausdruck für Nocturne: Nachtstück (Varianten über eine wagnersche Akkordverbindung).

## Beispiele
- John Field:
  - Nocturne Nr. 1 in Es-Dur für Klavier, H 24, 1812
  - Nocturne Nr. 2 in C-Moll für Klavier, H 25, 1812
  - Nocturne Nr. 3 in As-Dur für Klavier, H 26, 1812
  - Nocturne Nr. 9 "Romance" in Es-Dur für Klavier, H 30, 1816
  - Nocturne Nr. 4 in A-Dur für Klavier, H 36, 1817
  - Nocturne Nr. 5 in B-Dur für Klavier, H 37, 1817
  - Nocturne Nr. 6 "Cradle Song" in F-Dur für Klavier, H 40, 1817
  - Nocturne Nr. 7 (13) in C-Dur für Klavier, H 45, 1821
  - Nocturne Nr. 8 (9) in E-Dur für Klavier, H 46, 1821
  - Nocturne Nr. 12 (14) in G-Dur für Klavier, H 58, 1822
  - Nocturne Nr. 10 in E-Moll für Klavier, H 54, 1829
  - Nocturne Nr. 11 in Es-Dur für Klavier, H 56, 1832
  - Nocturne Nr. 13 (15) "Dernière Pensée" in D-Moll für Klavier, H 59, 1834
  - Nocturne Nr. 14 (16) in C-Dur für Klavier, H 60, 1835
  - Nocturne Nr. 15 (17) in C-Dur für Klavier, H 61, 1836
  - Nocturne Nr. 16 (18) in F-Dur für Klavier, H 62,1836
- Carl Czerny:
  - Brilliant Nocturne "Das waren mir selige Tage" für Klavier zu vier Händen op. 71
  - 8 Nocturnes op. 368
- Frédéric Chopin, 21 Nocturnes für Klavier, 1827–1846
- Clara Schumann - Nocturne in F-Dur Op. 6 No. 2 aus „Soirées Musicales“
- Robert Schumann, Nachtstücke op. 23, 1839
- Felix Mendelssohn Bartholdy, Notturno als Teil seiner Bühnenmusik zum Sommernachtstraum für Orchester op. 61, MWV M 13, 1842
- Fanny Hensel-Mendelssohn, Notturno in G-Moll für Klavier
- Franz Liszt:
  - 3 Liebesträume für Klavier, 1850, S. 541.
  - En rêve für Klavier, 1885, S. 207.
- Charles Valentin Alkan:
  - Nocturne für Klavier, 1844
  - Deuxième nocturne für Klavier, 1859
  - Troisième nocturne für Klavier, 1859
- Theodor Kirchner:
  - Nachtbilder. 10 Charakterstücke, Op. 25
  - Notturnos. 4 Stücke für Klavier, Op. 28
- Johann Kaspar Mertz:
  - Nocturne (für Gitarre), Op. 4, Nr. 1
- Sergei Rachmaninoff, 3 Nocturnes für Klavier, 1887/88
- Alexander Nikolajewitsch Skrjabin:
  - Nocturne in As-Dur für Klavier, 1884
  - 2 Nocturnes, op. 5, 1890
  - Prelude und Nocturne für linke Hand, Op. 9, 1894
  - Poème-Nocturne für Klavier, Op. 61
- Claude Debussy, Les Nocturnes für Orchester, 1900
- Ernest Bloch, Three Nocturnes für Klaviertrio, 1924
- Paul Graener, Drei Nocturnes für Männerchor nach Texten von Richard Dehmel und Gustav Falke, 1930
- Sergio Antonio del Rio: Nocturno. Hommage an John Field für Klavier, 1998[2]
- Dora Pejačević: Zwei Nocturnos, Op. 50, 1918, 1920[3]
- Edvard Grieg Notturno Op. 54 No. 4
- Franz Schubert Notturno für Klaviertrio, D 897